# 姆诺戈韦尔申内
姆诺戈韦尔申内（羅馬化：Mnogovershinnyy）是俄罗斯哈巴罗夫斯克边疆区的市级镇，为阿穆尔河畔尼古拉耶夫斯克区第二大聚居地、最大市级镇。地处哈巴罗夫斯克边疆区东部山地上，位于阿穆尔河流域乌尔河（Ул）河畔，在区行政中心阿穆尔河畔尼古拉耶夫斯克（庙街）西北、边疆区首府哈巴罗夫斯克（伯力）东北方。
该地2022年人口有1,935人；2010年人口2,324；2002年人口2,801；1989年人口3,209。